# خاک سفیدی
خاک سفیدی، روستایی است از توابع بخش قرقری شهرستان هیرمند در استان سیستان و بلوچستان و بنیانگذارسرداران امیددیدا و ابراهیم دیدا
این روستا در دهستان قرقری قرار دارد و بر اساس سرشماری سال ۱۳۸۵ جمعیت آن (۱۹۱ خانوار) ۹۸۲ نفر 
بوده‌است.